# De skall gå till den heliga staden
De skall gå till den heliga staden är en psalm om det eviga livet av Britt G Hallqvist 1976 (vers 1-3). Melodi (F-dur, 4/4) av Egil Hovland 1976. Texten är hämtad ur Uppenbarelseboken 21:2 och 22:14. 1984 skrevs en fjärde vers av Oscar Ahlén.
Den sista strofen skrevs alltså omkring åtta år senare än de övriga. Det var Oscar Ahlén som tyckte att det borde stå någonting om mötet med Herren i en psalm om himlen och därför skrev ytterligare en vers. Britt G Hallqvist godkände tillägget om än med viss tvekan (versen utelämnades senare vid hennes begravning). Psalmen har blivit en av psalmbokens mest älskade sånger om himlen[källa behövs].
Vid införandet av 1986-års psalmbok var psalmbokskommitténs huvudförslag att psalmen skulle upptas i psalmboken i en omarbetad version, genomgående skriven i ”vi”-form. Då med inledningsstrofen ”Vi skall gå till den Heliga staden - Vi skall mötas i himlen en gång!”. Förslaget ogillades, men godtogs, av Britt G. Hallqvist. Psalmbokskommitténs ordförande, biskop Olle Nivenius, vände sig emellertid mot förslaget. Vid det slutliga antagandet av 1986-års psalmbok kvarstod Hallqvists originaltext, med den tillagda fjärde versen av Oscar Ahlén.

## Publicerad i
- Herren Lever 1977 som nummer 930 under rubriken "Framtid och hopp".[1]
- Den svenska psalmboken 1986 som nummer 172 under rubriken "Alla helgons dag".
- Den finlandssvenska psalmboken 1986 som nummer 582 under rubriken "Det kristna hoppet".
- Hela familjens psalmbok 2013 som nummer 108 under rubriken "Hela året runt".[2]